# Manaia
Manaia – miasto w Nowej Zelandii, na Wyspie Północnej, w regionie Taranaki.